# Vigán
Vigán (美岸, hokkien (Pe̍h-ōe-jī): bîgán, mandarín estándar (pinyin): měiàn, ilocano: Siyudad ti Vigan, tagalo: Vīgân) es una ciudad de Filipinas, dentro de la región de Ilocos, siendo la capital de la provincia de Ilocos Sur. La ciudad está situada en la costa occidental de la gran isla de Luzón, frente al mar de la China Meridional.
Según el censo del año 2000 tiene una población de 45.143 personas en 9193 hogares. Elpidio Quirino, el 6.º presidente de Filipinas, residía en Vigan.
Fue declarada como Patrimonio de la Humanidad por la UNESCO en el año 1999, ya que es la ciudad colonial española en Asia mejor conservada, y es bien conocida por sus calles empedradas y una arquitectura única que mezcla el diseño de los edificios de Asia y de la construcción europea con la arquitectura colonial y la planificación.
El 7 de diciembre de 2014, Vigan es considerada como una de las Nuevas siete ciudades maravillas del mundo.

## Origen del nombre de la ciudad

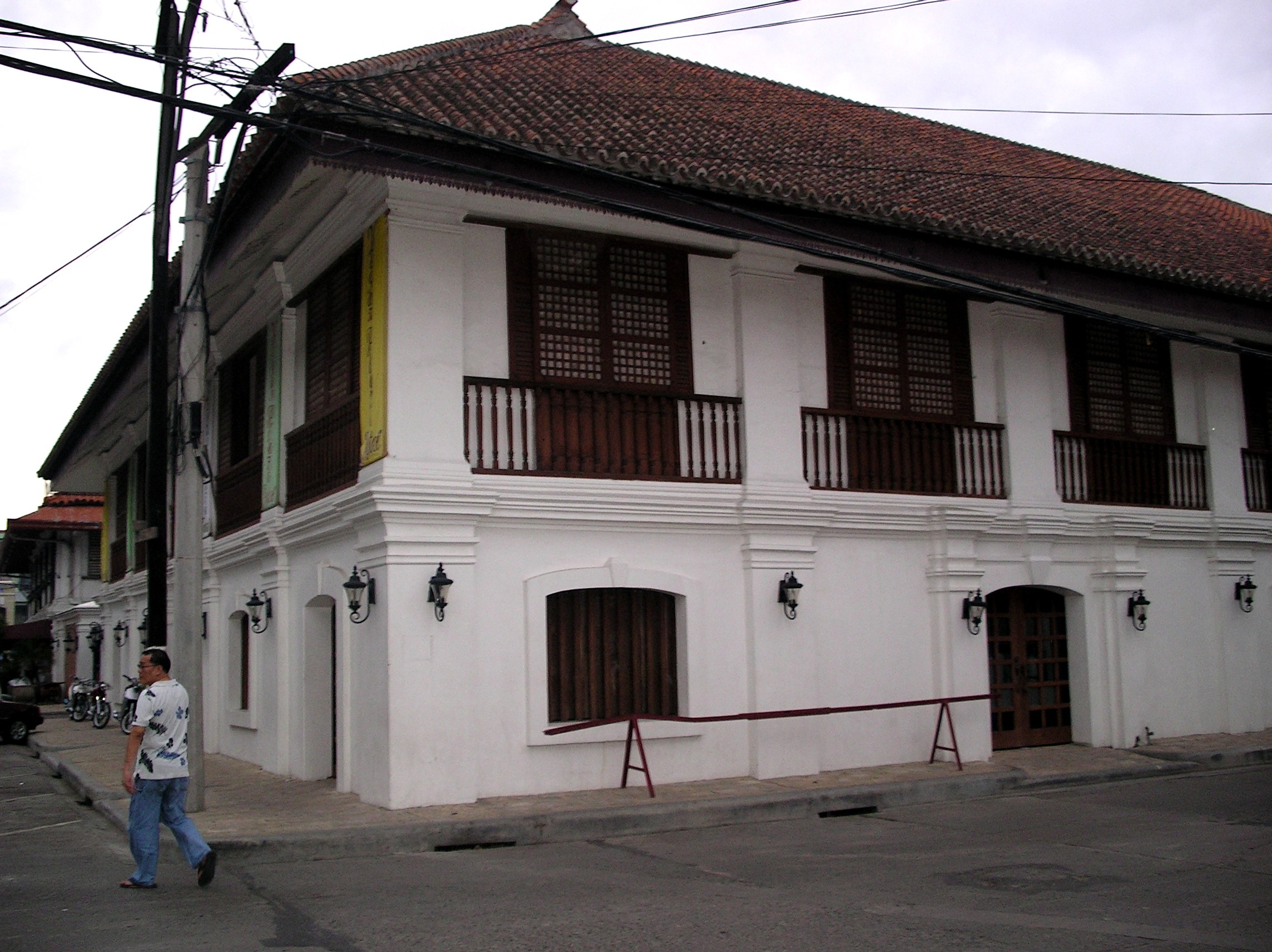
Casa colonial en Vigan, Luzón, Filipinas.

El área de Vigan fue originalmente un asentamiento de comerciantes procedentes de la provincia de Fujian, China. En el momento de la conquista española, los colonos chinos, cuya lengua era el fukienés (min nan, a menudo denominado "hokkien" o su nombre mandarín, "fukien", por la mayoría de los filipinos), se refirió a la zona como "Bigan", que significa hermosa playa. Dado que los conquistadores castellanos y vascos intercambiaban V y la B para referirse al sonido /b/, se escribe el nombre chino fukienés "bi gan" como Vigan, que es el nombre utilizado hoy en día.
Durante los días de la conquista cristiana, el conquistador Juan de Salcedo se dirigió a Ilocos para establecer una base militar en la actual Vigan. Cuando llegó a través de lo que ahora se denomina Pagpartian por el río Mestizo, notó las exuberantes y verdes plantas que crecen a lo largo de las riberas de los ríos. Pidió los nombres de las plantas, y él supo que se llamaban biga'a. A continuación deriva el nombre de la ciudad, Vigan, por el nombre de la planta.
Su nombre completo en el momento de su fundación fue Villa Fernandina, en honor del primer hijo nacido del rey Felipe II de España. A medida que la ciudad creció, y la sede de la Arquidiócesis de Nueva Segovia fue trasladada al lugar, que más tarde fue llamada Ciudad Fernandina de Vigan.

## Barangayes
Vigan está dividida administrativamente en 39 barangayes (o barrios).
| - Ayusan Norte - Ayusan Sur - Barangay I (Población) - Barangay II (Población) - Barangay III (Población) - Barangay IV (Población) - Barangay V (Población) - Barangay VI (Población) - Barraca - Beddeng Laud - Beddeng Daya - Bongtolan - Bulala | - Cabalangegan - Cabaroan Daya - Cabaroan Laud - Camangaan - Capangpangan - Mindoro - Nagsangalan - Pantay Daya - Pantay Fatima - Pantay Laud - Paoa - Paratong - Pong-ol | - Purok-a-bassit - Purok-a-dakkel - Raois - Rugsuanan - Salindeg - San José - San Julián Norte - San Julián Sur - San Pedro - Tamag - Barangay VII - Barangay VIII - Barangay IX (Cuta) |

## Personajes ilustres
- Isabelo de los Reyes, escritor y político (siglos XIX-XX)
- Joaquín Xaudaró y Echau, dibujante, ilustrador, y caricaturista español,